# Dionysius 1. af Portugal
Dionysius 1. (portugisisk: Dom Dinis I), kaldet Arbejderen (portugisisk: O Lavrador) eller Poeten (portugisisk: O Poeta), (født 9. oktober 1261, Lissabon, død 7. januar 1325, Santarém) var konge af Portugal fra 1279 til 1325.
Han var søn af kong Alfons 2. i hans andet ægteskab med Beatrix af Kastilien. Han blev efterfulgt af sin søn Alfons 4.

## Eksterne links
- Wikimedia Commons har flere filer relateret til Dionysius 1. af Portugal